# Tả Ván
Tả Ván là một xã thuộc huyện Quản Bạ, tỉnh Hà Giang, Việt Nam.

## Địa lý
Xã Tả Ván có vị trí địa lý:
- Phía đông, nam giáp huyện Vị Xuyên
- Phía tây giáp Trung Quốc
- Phía bắc giáp xã Tùng Vài.

Xã Tả Ván có diện tích 44,87 km²,dân số năm 2019 là 2.514 người, mật độ dân số đạt 56 người/km².

## Hành chính
Xã Tả Ván được chia thành 8 thôn: Lò Suối Tủng, Tả Ván, Chúng Chải, Pao Mã Phìn, Hoa Si Pan, Ma Ngán Sán, Sải Giàng Phìn, Thèn Ván.